# EFAF Cup 2002
Der EFAF Cup 2002 war die erste Austragung des EFAF Cups. Der Wettbewerb wurde geschaffen, um mehr Teams die Teilnahme an europäischen Wettbewerben zu ermöglichen. Sportlich gesehen wurde der EFAF Cup als zweitklassiger Wettbewerb zur European Football League eingeführt. Erster Titelträger des EFAF Cups wurden die Giants aus Graz.

## Modus
Sechs Teams aus drei Nationen spielten in zwei Divisionen ein einfaches Rundenturnier. Die Sieger der Gruppen zogen direkt ins Finale ein.

## Division 1
|    | Team              | Sp | TD    | Diff. | Punkte |
| -- | ----------------- | -- | ----- | ----- | ------ |
| 1. | Badalona Drags    | 2  | 50:13 | +37   | 4:0    |
| 2. | Ostia Marines     | 2  | 35:35 | 0±0   | 2:2    |
| 3. | Valencia Firebats | 2  | 16:53 | −37   | 0:4    |

| Heim              | Ergebnis      | Gast              | Ort                        |
| ----------------- | ------------- | ----------------- | -------------------------- |
| Badalona Drags    | 31:0          | Valencia Firebats |                            |
| Ostia Marines     | 13:19 Bericht | Badalona Drags    | Acilia                     |
| Valencia Firebats | 16:22 Bericht | Ostia Marines     | Jardin del Turia, Valencia |

## Division 2
|    | Verein                  | Sp | TD     | Diff. | Punkte |
| -- | ----------------------- | -- | ------ | ----- | ------ |
| 1. | Öko Box Graz Giants     | 2  | 93:46  | +47   | 4:0    |
| 2. | Chrysler Vikings Vienna | 2  | 95:47  | +48   | 2:2    |
| 3. | Bolzano Giants          | 2  | 18:113 | −95   | 0:4    |

| Datum    | Kickoff | Heim                    | Ergebnis                               | Gast                    | Ort                          |
| -------- | ------- | ----------------------- | -------------------------------------- | ----------------------- | ---------------------------- |
|          |         | Bolzano Giants          | 6:61 Bericht                           | Chrysler Vikings Vienna |                              |
| 30. März | 15:00   | Öko Box Graz Giants     | 52:12 (13:6, 12:0, 13:6, 14:0) Bericht | Bolzano Giants          | ASKÖ-Stadion, Graz-Eggenberg |
| 7. April | 15:00   | Chrysler Vikings Vienna | 34:41 (7:13, 13:7, 14:7, 0:14) Bericht | Öko Box Graz Giants     | Stadion Hohe Warte, Wien     |

## Finale
|                                      |                          |  |                     |                           |                |  |              |
|                                      | Eggenberg (Graz) 8. Juni |  | Öko Box Graz Giants | \| \| 51 : 12 \| \| \| \| | Badalona Drags |  | ASKÖ Stadion |
| (27:0, 14:0, 10:6, 0:6) Spielbericht | Eggenberg (Graz) 8. Juni |  | Öko Box Graz Giants |                           | Badalona Drags |  | ASKÖ Stadion |
|                                      | 51 : 12                  |  |                     |                           |                |  |              |
|                                      |                          |  |                     |                           |                |  |              |